# Dead Butterflies
«Dead Butterflies» es una canción de la banda de rock británica Architects, lanzado a través de Epitaph Records el 20 de enero de 2021 como el tercer sencillo de su noveno álbum de estudio For Those That Wish to Exist (2021). Fue escrita por Dan Searle junto con el resto de la banda y fue producida por Searle y Josh Middleton. Alcanzó el puesto 18 en la lista Billboard Mainstream Rock Songs en octubre de 2021.

## Antecedentes
La canción se estrenó por primera vez en vivo el 21 de noviembre de 2020, en una interpretación en vivo de la canción en el Royal Albert Hall de Londres. Más tarde se lanzó como el tercer sencillo de su noveno álbum de estudio For Those That Wish to Exist, el 20 de enero de 2021. El video musical de "Dead Butterflies" se lanzó el mismo día. Fue dirigida por Tom Welsh y Taylor Fawcett, con imágenes de la actuación del espectáculo en el Royal Albert Hall. La versión del álbum de la pista se lanzó más tarde el 26 de febrero. Alcanzó el puesto 18 en la lista Billboard Mainstream Rock Songs en octubre de 2021, siendo solo su segunda canción en alcanzar la lista en sus veinte años de carrera, la primera fue "Animals" a principios de año.

## Composición
ABC.net.au/Double J describió que la canción todavía tiene el "amor por la masa sónica" característico de la banda, que incluye "guitarras enormes, batería en auge, producción elegante y una sección orquestal". La publicación también afirmó que la canción combinaba elementos de metal sinfónico, rock progresivo, nu metal y post-hardcore. Muchas publicaciones decidieron alternativamente referirse simplemente como él "rock".

## Personal
Architects
- Sam Carter – Voz
- Alex Dean – Bajo y teclados
- Dan Searle – Batería y programación
- Adam Christianson – Guitarra rítmica
- Josh Middleton – Guitarra líder y coros